# Idfu
Idfu (arabiska: إدفو, Idfū) är en stad i guvernementet Assuan i södra Egypten. Staden ligger på den västra nilstranden cirka 65 mil söder om huvudstaden Kairo. Folkmängden uppgår till cirka 90 000 invånare. 
Idfu är känt för sitt välbevarade tempel åt guden Horus från grekisk-romersk tid.

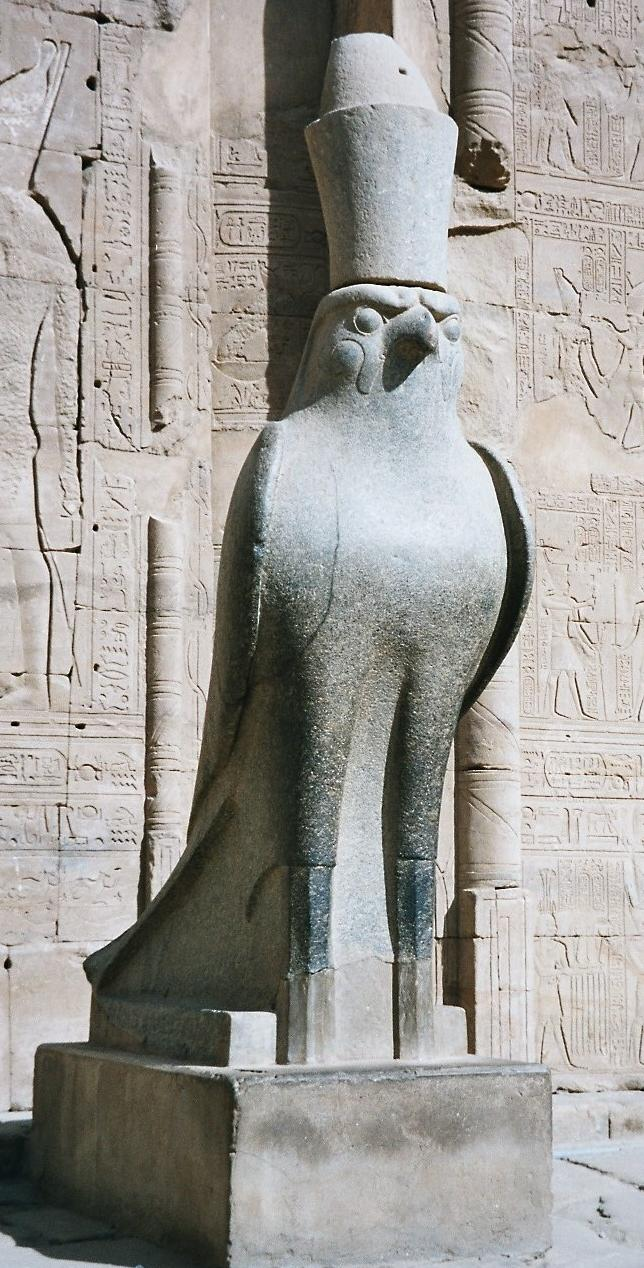
Staty av Horus i Idfus tempel.